# Sorte Ellen og hendes søn
Sorte Ellen og hendes søn er en roman og et skuespil af samme navn af Julius Villiam Gudmand-Høyer. Romanen tryktes som føljeton i Lolland-Falsters Folketidende i 1876 og dramatiseringen er sandsynligvis foretaget af forfatteren selv nogle år senere. I bogen ”Lærerne og Skønlitteraturen” af Oskar Thyregod, fortælles at skuespillet ved sin førsteopførelse i Nykøbing Falster blev spillet 9 gange for fulde huse. Bogen udkom i 1914, men på det tidspunkt var Gudmand-Høyer 73 år, så den omtalte førsteopførelse fandt sikkert sted adskillige år tidligere.

## Senere opførelser
Stykket blev opført igen i 1936 i Vester Ulslev. Ved den lejlighed spilledes hovedrollen som Sorte Ellen af den senere kommunalpolitiker Dagny Ringsing. 
I 1946 blev det spillet af Frejlev og omegns Gymnastikforening som friluftsspil i gårdejer Carl Jensens skovpart nær Fuglsang. Hovedrollen som Sorte Ellen blev spillet af Gudrun Jensen (lærerinde på Kettinge Skole) 
Den seneste udgave blev leveret i 1984 af Vester Ulslev Gymnastikforenings dilettanter. Ved denne lejlighed foregik det som friluftsspil i Ålholm park. Anledningen var Nysteds 575-års købstadsjubilæum. I 2009 havde Nysted 600-års jubilæum, og det var meningen, at skuespillet igen skulle vises, men det lykkedes ikke at skaffe penge nok til at producere forestillingen. I 1984 blev stykket opført 3 gange, mandag d. 11. juni (2. pinsedag) kl. 19.00, onsdag d. 13. juni kl. 19.00 og lørdag d. 16. juni kl. 14.00. Det kostede 10 kr. at komme ind. Den første af de 3 forestillinger blev set af ca. 700 mennesker.
”Skuepladsen bliver området bag ridebanen (autoværkstedet) i slotsparken. Der er gode parkeringsforhold. Bænke opstilles til publikum, men det kan udmærket være, at tilstrømningen bliver så stor, at det vil være klogt selv at medbringe klapstol. Man har en klar fornemmelse af, at interessen for stykket er meget stor.” (Lolland-Falsters Folketidende)
Rollen som Sorte Ellen blev spillet af Helle Pedersen (Helle Bækkel), hendes søn af Hans E. Hansen. Ridefogedens rolle udførtes af Mogens Nielsen, mens Jens Skafte spilledes af Palle Lærke Hansen og oldermanden af Ole Bent Rasmussen. De øvrige medvirkende på scenen var Jette Petersen, Mette Hove Christensen, Lars Jørgensen, Erik Friis, Jørn Hansen, Kjeld Jørgensen, Carl Andersen, Hardy Hansen, Ingrid »Krølle« Jensen, Egon Bækkel, Frede Jensen, Roald Rasmussen og Jens Jørgen Jensen. Dekorationerne var af Per Emmerike Rasmussen, og de medvirkende musikere var Vibeke Jørgensen, Frejlev, og Verner Hansen, Herritslev. Der installeredes højttaleranlæg og projektører. Instruktør var Kjeld Jørgensen.

## Handling
I forspillet befinder vi os i 1509 et sted på Møn. Den unge fru Ellen, der er arving til en større gård på Vestlolland, er blevet sendt i kloster i Skåne, men er flygtet derfra sammen med en ung eventyrer, Henning, som har narret hende til at tro, at de er gift. Hun opdager bedraget og gemmer sig i sin gravide tilstand i Frejlev, hvor vi møder hende igen 22 år senere. 
Bønderne i Frejlev har fra gammel tid ejendomsret til skovene ud mod Guldborgsund selv om de er fæstebønder under Aalholm, der tilhører kongen. Netop her først i 1530’erne var der borgerkrig i Danmark mellem tilhængerne af den afsatte kong Christian 2. og hans farbror, den nye konge Frederik 1.
Den forvirring benytter kommandanten på Aalholm sig af, og sender sin ridefoged ud for at tugte de opsætsige bønder, der tror de kan opføre sig anderledes end andre bønder. Ridefogeden er ingen anden end den Henning, der altså er far til Sorte Ellens søn Henrik. Henning forsøger at voldtage Henriks kæreste og opfører sig i det hele taget ret udfordrende. Henrik, der ikke ved at ridefogeden er hans far, lægger sammen med de øvrige bønder råd op om at slå Henning ihjel. Da han så endelig bliver oplyst om sin herkomst, må han af moralske grunde trække sig fra komplottet og nedkalder derved bøndernes foragt over sig. Det ender alligevel med at Henning bliver dræbt. Men i mellemtiden har kongen og rigsrådet fået forelagt sagen og på trods af mordet, bliver bønderne behandlet mildt, Henrik og kæresten får hinanden, Ellen får sin ejendom på Vestlolland tilbage og bliver endelig forenet med en mangeårig bejler i et ægte giftermål og sådan ender alting på bedste måde.